# 上座 (仏教)
上座（じょうざ）は、仏教用語としては、いくつかの意味で使われている。
- 僧侶集団において上座（かみざ）に座るべき高僧のこと。元来は10年以上の修行を積んだ僧侶に対する敬称であった。その中でも特に重んじられるべき僧侶には、「大徳（サンスクリット語:bhadanta）」・「尊者（サンスクリット語:ārya）」・「具寿（同:âyusmat）」などの敬称が用いられた。
- 上座部仏教のこと。
- 三綱の1人で寺院における最高責任者。年長で有徳の者が選出された。唐の後半には、僧臘が下賜されるようになり、必ずしも年長で徳行ある者でなくても、世財あり貴顕の者が上座となる例が現われ、乱れることとなった。日本では後に、朝廷が選んだ別当に実権を奪われることになる。